# Popes zalu purvs
Popes zalu purvs este o arie protejată (arie specială de conservare — SAC, sit de importanță comunitară — SCI, arie de protecție specială avifaunistică — SPA) din Letonia întinsă pe o suprafață de 77,84 ha, integral pe uscat.

## Localizare
Centrul sitului Popes zalu purvs este situat la coordonatele 57°22′26″N 21°51′28″E / 57.3738°N 21.8579°E.

## Înființare
Situl Popes zalu purvs a fost declarat arie de protecție specială avifaunistică în ianuarie 2004 pentru a proteja 1 specie de plante și 3 specii de animale. Alte tipuri de protecție:
- sit de importanță comunitară (în mai 2004)
- arie specială de conservare (în ianuarie 2004)[1][3][4]

## Biodiversitate
Situată în ecoregiunea boreală, aria protejată conține 5 habitate naturale: Pajiști cu Molinia pe soluri calcaroase, turboase sau argilos-nămoloase (Molinion caeruleae), Izvoare fino-scandinave și mlaștini produse de izvoare bogate în minerale, Mlaștini alcaline, Taiga vestică, Mlaștini împădurite.
La baza desemnării sitului se află mai multe specii protejate:
- plante (1): Saussurea alpina subsp. esthonica
- nevertebrate (3): Vertigo angustior, Vertigo genesii, Vertigo geyeri

Pe lângă speciile protejate, pe teritoriul sitului au mai fost identificate 19 specii de plante.